# Ixora oresitropha
Ixora oresitropha är en måreväxtart som beskrevs av Cornelis Eliza Bertus Bremekamp. Ixora oresitropha ingår i släktet Ixora och familjen måreväxter. Inga underarter finns listade i Catalogue of Life.